# Stern-Anemone
Die Stern-Anemone (Anemone hortensis) ist eine Pflanzenart der Gattung Windröschen (Anemone).

## Beschreibung
Die Stern-Anemone ist eine ausdauernde Pflanze, die Wuchshöhen von 20 bis 40 Zentimeter erreicht. Die meist handförmigen Grundblätter sind drei- bis fünfteilig mit vorne zerschlitzten, keilförmigen Abschnitten. Der Stängel ist einblütig. Die Blüte ist 3 bis 6 Zentimeter breit. Kurz unter ihr befindet sich ein Wirtel aus Hochblättern, welche sitzend, meist ungeteilt und lineallanzettlich sind. Die 12 bis 19, meist 15 Blütenhüllblätter sind spitz, schmallanzettlich und blass oder dunkel purpurn, violett oder fast weiß gefärbt. Die Staubbeutel sind blau.

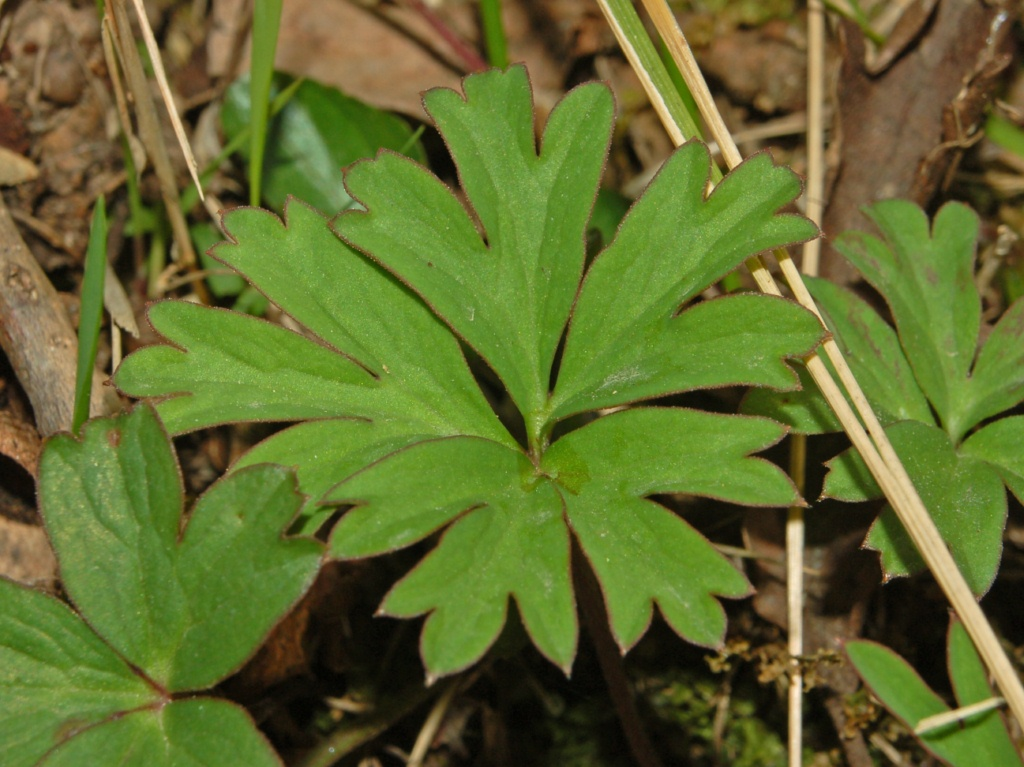
Blatt von Anemone hortensis

Die Blütezeit reicht von Februar bis April.
Die Chromosomenzahl beträgt 2n = 16.

## Verbreitung
Die Stern-Anemone kommt in Süd-Frankreich, Italien, Dalmatien, Albanien, Kreta und Karpathos vor. Sie wächst auf brachen Feldern, in Garrigues, in lichten Wäldern und in Olivenhainen in Höhenlagen von 0 bis 1000 (selten bis 1800) Meter.

## Systematik
Es sind zwei Unterarten bekannt:
- Anemone hortensis subsp. hortensis
- Anemone hortensis subsp. heldreichii (Boiss.) Rech. f.: Sie kommt in Kreta vor.[4]

Anemone hortensis bildet mit Anemone pavonina die Hybride Anemone × fulgens (DC.) J.Gay. Diese besitzt über 15 schmale, scharlachrote Blütenhüllblätter.

## Nutzung
Die Stern-Anemone wird selten als Zierpflanze in Alpinhäusern genutzt.
Für die Stern-Anemone sind oder waren, zum Teil nur regional, auch die Bezeichnungen Alemönlie (Schweiz), kleine Gartenanemone und Salamönli (Schweiz) gebräuchlich.